# Amores (Luciano)
O Erōtes (em grego:  Ἔρωτες; "Amores", ou "Os dois tipos de amor"), também conhecido como Amores ou Assuntos do Coração, é um diálogo escrito no Império Romano em grego antigo. É um exemplo de literatura de contestação, comparando o amor de mulheres e o amor de meninos e concluindo que o último é preferível ao primeiro. O diálogo é tradicionalmente atribuído ao satirista Luciano e foi transmitido como parte do corpus de seus escritos. A partir do início do século XX, alguns estudiosos modernos afirmaram que o diálogo provavelmente não foi escrito por Luciano por causa de seu estilo, mas outros—inclusive entre aqueles que não garantem sua autenticidade—postularam que o estilo se assemelha ao de Luciano. Como tal, o trabalho é normalmente citado sob o nome de Pseudo-Luciano, mas a aceitação de sua autenticidade aumentou na década de 2010. O Erōtes também é famoso por sua vívida descrição da Afrodite de Cnido de Praxiteles.
O mesmo assunto é tratado no Amatorius de Plutarco e Leucipa e Clitofonte por Aquiles Tácio, mas com a conclusão oposta no primeiro e com o último não alcançando nenhum veredicto. Em termos de estrutura, o diálogo pode ser considerado semelhante às obras de Platão, nas quais Sócrates está frequentemente em disputa com outro homem.

## Resumo
A obra tem a forma de um diálogo, ou seja, uma conversa. É dividido em 54 capítulos curtos. A obra começa como um diálogo entre Lycinus e Theomnestus. Theomnestos diz que está afligido por algum tipo de maldição da deusa do amor, Afrodite, porque ele continua se apaixonando por novos objetivos, tanto mulheres quanto meninos.
Então Lycinus fala de uma conversa entre dois homens, Charicles e Callicratidas, sobre o mesmo assunto. A maior parte da obra consiste nessa performance de Lycinos e, portanto, a obra é praticamente um monólogo. Charicles defendia o amor das mulheres, enquanto Callicratidas defendia o amor dos meninos. Em uma performance satírica, os dois apresentam todo tipo de argumentos em estilo retórico em defesa de suas posições. A conclusão do trabalho é que o amor dirigido aos meninos é melhor para o homem do que o amor heterossexual.

## Autoria
A autoria da obra foi questionada em profundidade pela primeira vez em um ensaio publicado em 1907 por um classicista chamado Robert Bloch. No final da década de 1990, Judith Mossman, sem ponderar explicitamente sobre a autoria do texto, comenta, porém, que "muitas das técnicas literárias empregadas são absolutamente típicas do próprio Luciano; se esta obra for de um imitador, ele era muito habilidoso." James Jope, defendendo de forma mais explícita a autenticidade do diálogo, afirma que era comum na época de Bloch julgar a autenticidade de obras de literatura da antiguidade clássica "em bases tênues", acrescentando que "críticos sensíveis à ironia, e diferentes personagens autorais têm uma apreciação muito diferente de Luciano do que a geração de Bloch". Assim como Bloch, Jope também faz uma análise do vocabulário do texto, mas, contra Bloch, mostra que as palavras ali empregadas, inclusive as mais raras e idiossincráticas, usadas antes para negar a autoria de Luciano, são na verdade encontradas em outros escritos indiscutivelmente atribuídos para ele.

## Recepção
Durante a maior parte do século XX, os Amores foram considerados inautênticos e não foram estudados por muitos estudiosos. Foi trazido à atenção acadêmica renovada em 1984, quando Michel Foucault examinou o texto em A História da Sexualidade.